# Skoll (musiker)
Hugh Steven James Mingay (født 12. december 1974), også kendt under dæknavnet Skoll, er en norsk black metal-bassist som er kendt fra de fra bands Arcturus, Ulver og Ved Buens Ende.

## Diskografi

### MedArcturus
- 1996: Aspera Hiems Symfonia
- 1997: La Masquerade Infernale
- 2002: The Sham Mirrors
- 2002: Aspera Hiems Symfonia/Constellation/My Angel (opsamlingsalbum)
- 2005: Sideshow Symphonies

### MedUlver
- 1994: Bergtatt - Et Eeventyr i 5 Capitler
- 1996: Nattens Madrigal - Aatte Hymne til Ulven i Manden
- 1997: The Trilogie - Three Journeyes through the Norwegian Netherworlde (bokssæt)
- 1998: Themes From William Blake's The Marriage of Heaven and Hell

### MedVed Buens Ende
- 1995: Written in Waters
- 1997: Those Who Caress the Pale (ep)
- 2002: ...Coiled in Obscurity (bootleg)

### MedFimbulwinter
- 1994: Servants of Sorcery